# Ladislav Tichý
Ladislav Tichý (27. března 1948 Olešnice – 1. března 2022 Olomouc) byl český římskokatolický teolog, duchovní, kanovník olomoucké metropolitní kapituly a profesor novozákonní biblistiky na Cyrilometodějské teologické fakultě Univerzity Palackého v Olomouci.

## Stručný životopis
Po absolvování teologické fakulty v Litoměřicích (1973) získal tamtéž v roce 1984 doktorát teologie. Učil nejprve na teologické fakultě v Litoměřicích, od roku 1990 na teologické fakultě v Olomouci. Roku 1992 habilitován na (CMTF UP Olomouc) s účinností od 1. března 1993. V roce 2005 byl jmenován profesorem. V letech 1991–1997 byl děkanem fakulty.